# منتخب ألمانيا لكرة السلة
منتخب ألمانيا لكرة السلة (بالألمانية: Deutschland-Basketballnationalmannschaft)هو ممثل ألمانيا الرسمي في المنافسات الدولية في كرة السلة. ينتمي إلى منطقة الاتحاد الأوروبي لكرة السلة. انضم إلى الاتحاد الدولي لكرة السلة في عام 1934.

## البطولات التي شارك فيها
- بطولة أمم أوروبا لكرة السلة
- كأس العالم لكرة السلة
- كرة السلة في الألعاب الأولمبية